# 리키 (영화)
《리키》(Ricky)는 이탈리아에서 제작된 프랑소와 오종 감독의 2009년 드라마, 판타지 영화이다. 알렉산드라 라미 등이 주연으로 출연하였고 크리스 볼즈리 등이 제작에 참여하였다. 날개를 지닌 인간 아이에 관해 다룬 영화로, 부모가 어떻게 이러한 아이의 이상적인 모습에 대처하는지를 그리고 있다.

## 출연

### 주연
- 알렉산드라 라미
- 세르지 로페즈
- 멜루신 메이얀스
- 아서 페이렛

### 조연
- 안드레 윌름스
- 쟝-끌로드 볼레-레드닷
- 마릴린 에벤
- 베로니크 졸리
- 마르틴 밴데빌
- 미리암 아젠콧
- 디에고 토시
- 프랑소와 르쿠에스네
- 줄리앙 하우랑
- 에릭 포르테르
- 해킴 로마티프
- 존 아놀드
- 캐서린 자봇
- 마크 서시니
- 피에르 파비아니
- 에이차 케베
- 엘로이즈 라브로
- 요한 스페즈
- 귀욤 레놀트
- 미셸 베트랑 파비아니
- 패트리시아 켈
- 델핀 그랑사르트
- 신시아 쉬브리
- 엘리어트 보송
- 줄스 드베일리우스
- 매튜 아르노딘

## 기타
- 미술: 카샤 비스콥
- 의상: 파스칼린 샤반느
- 배역: 사라 테퍼